# Joost van Sasse
Joost van Sasse (auch: J. van Sassen) (* 1684; † 1755) war ein Kupferstecher im 18. Jahrhundert.

## Werke

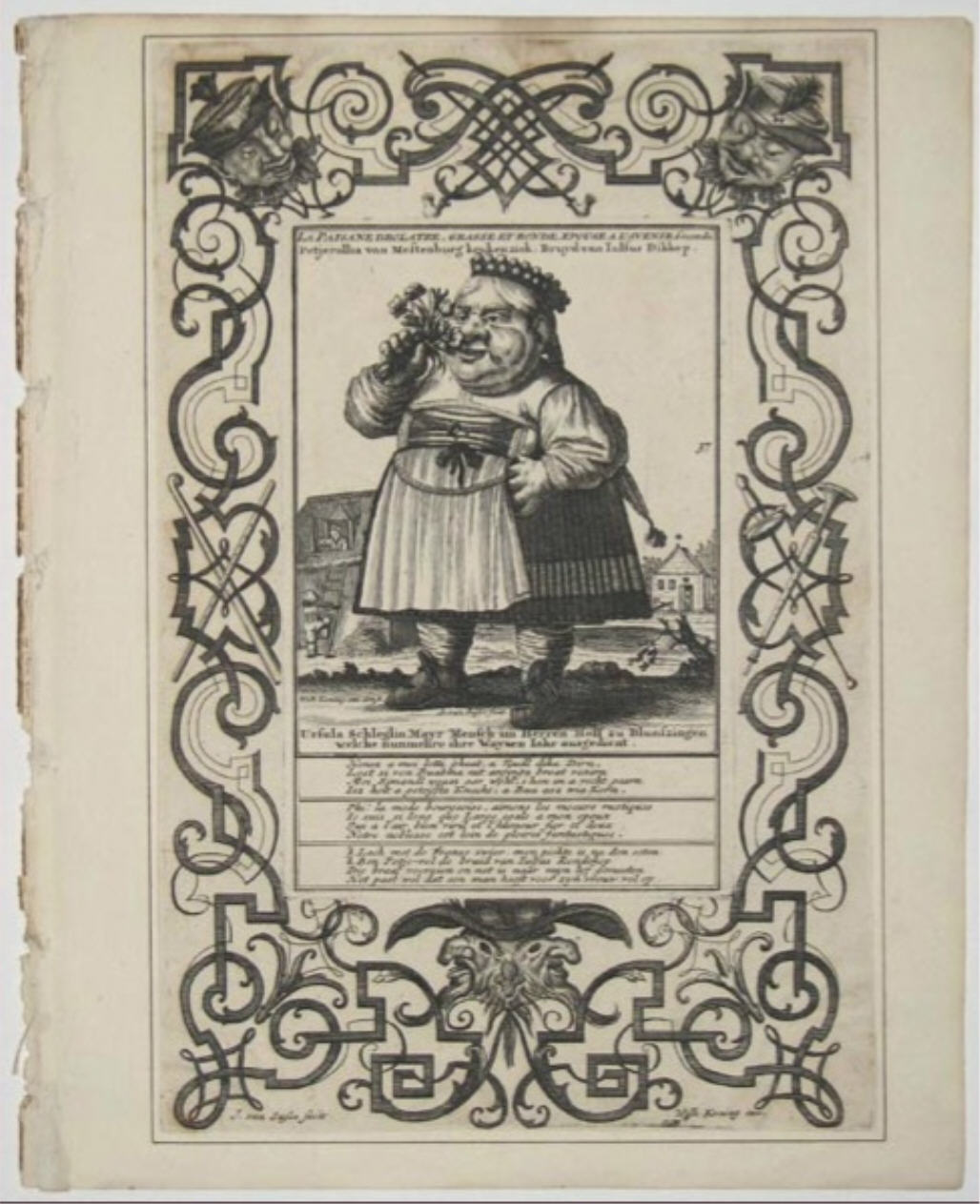
La Paisane Drolatre

La Paisane Drolatre ist ein Bild mit dreisprachiger Unterschrift und zeigt ein dickes Bauernmädchen, das an einem Blumenstrauß riecht. Es dürfte aus Wilhelm Engelbert Konings Werk De Waereld vol Gekken Nesten anders genaamd Het Dwergen Tooneel of geschakelde samenspraak van des zelfs personagien, das in Amsterdam um 1720/1730 erschien und in dem mehrere Stiche von van Sasse veröffentlicht wurden, stammen.
Bekannt sind 16 im Jahr 1751 erschienene Kupferstiche von den Herrenhäuser Gärten in Hannover, die vermutlich nach 1720/1723 entstanden und möglicherweise von Joost van Sasse geschaffen wurden. Sie zeigen den „»idealen (barocken) Garten«, in dem die Natur vom Menschen gegliedert und beherrscht wird“. Die Vorlagen für diese Stiche stammten von dem Zeichner J. J. Müller. Einige dieser Stiche lichtete der Fotograf Wilhelm August Degèle ab und veröffentlichte sie 1861 in seinem Buch Ansichten der Herrschaftlichen Schlösser und Gärten.... Der Hofbaurat Georg Heinrich Schuster orientierte sich an einem dieser Stiche, als er im 19. Jahrhundert eines der Eckkabinette, die Jahrzehnte zuvor abgebrannt bzw. abgebrochen worden waren, als Steinbau rekonstruieren wollte. Da der Stich die Bauwerke mit deutlich überhöhten Proportionen darstellte, entsprach das Bauwerk, das daraufhin entstand, nicht dem Original.